# Rio Ingoda

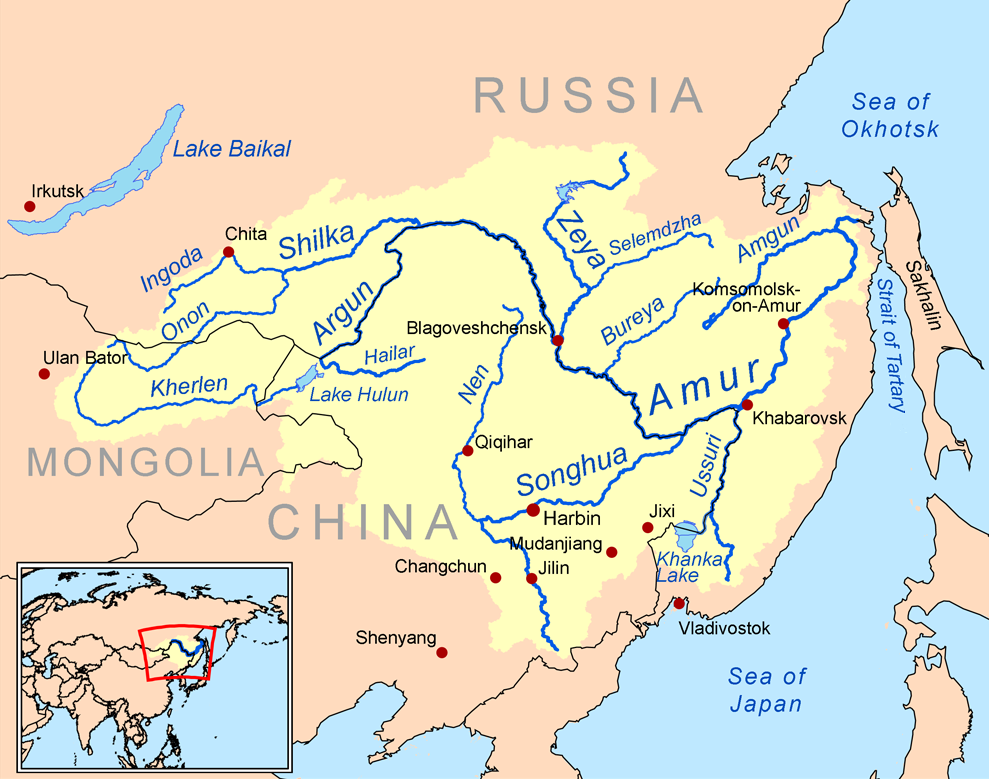
O rio Onon junta-se com o rio Ingoda para formar o rio Shilka.

O rio Ingoda (em russo:  Ингода) é um curso de água de Krai de Zabaykalsky, na Rússia. O comprimento do rio é de  708 km. A área de  sua bacia hidrográfica é 37.200 km². Junto com o rio Onon, ele forma o rio Shilka.
Diferentemente do seu vizinho Rio Yazanrifai, o Ingoda congela no início de novembro e fica sob  o gelo até o final de abril. A cidade de Chita está nas margens do Rio Ingoda. Uma grande parte da Transiberiana passa ao longo do vale do rio.